# Macropsebium wahlbergi
Macropsebium wahlbergi là một loài bọ cánh cứng trong họ Cerambycidae.